# Doe Run (Misuri)
Doe Run es un lugar designado por el censo ubicado en el condado de St. Francois en el estado estadounidense de Misuri. En el Censo de 2010 tenía una población de 915 habitantes y una densidad poblacional de 146,23 personas por km².

## Geografía
Doe Run se encuentra ubicado en las coordenadas 37°44′44″N 90°30′00″O / 37.74556, -90.50000. Según la Oficina del Censo de los Estados Unidos, Doe Run tiene una superficie total de 6.26 km², de la cual 6.24 km² corresponden a tierra firme y (0.25%) 0.02 km² es agua.

## Demografía
Según el censo de 2010, había 915 personas residiendo en Doe Run. La densidad de población era de 146,23 hab./km². De los 915 habitantes, Doe Run estaba compuesto por el 95.74% blancos, el 1.2% eran afroamericanos, el 0% eran amerindios, el 0% eran asiáticos, el 0% eran isleños del Pacífico, el 0.66% eran de otras razas y el 2.4% pertenecían a dos o más razas. Del total de la población el 2.08% eran hispanos o latinos de cualquier raza.